# Super Crate Box
Super Crate Box is een computerspel dat werd ontwikkeld door Vlambeer. Het spel kwam in 2010 uit voor de pc.
Super Crate Box is een platformspel en speelt zich af in een enkel scherm met een oneindig aantal vijanden. De speler moet deze zo snel mogelijk uitschakelen, anders komen ze terug met een hogere snelheid. Doel van het spel is kratjes te verzamelen die op verschillende plekken in het veld verschijnen. Elke krat bevat een nieuw wapen die de speler dan in zijn bezit krijgt.